# 拘纓國

圖出自《古今圖書集成·方輿彙編·邊裔典·第一百三十九卷》

拘纓國，又稱作 拘癭國、利纓國、利癭國，是《淮南子》所記海外三十六國之一，其民稱作句嬰民，其人常一手持冠纓，郭璞稱纓宜作癭，癭為一種瘤，多生於頸部，其大者如懸瓠，有礙行動，故以手持。
在《山海經·海外北經》中有所記載。